# Marie Jean-François Layrle
Marie Jean François Layrle né le 6 mai 1791 à Port-Louis (Morbihan) et mort le 2 février 1881 à Paris est un officier de marine et administrateur colonial français.

## Biographie
Fils d'un chef de bataillon d'infanterie, Marie Jean François Layrle s'engage dans la Marine d'État comme mousse en 1801 et est nommé aspirant en 1804. Sa carrière ne prend un véritable élan qu'après la chute du Premier Empire. Il est successivement promu enseigne de vaisseau en 1816, lieutenant de vaisseau en 1825, capitaine de corvette en 1837, et enfin capitaine de vaisseau le 6 septembre 1842.
À l'issue de sa carrière à la mer, il succède au capitaine de vaisseau Charmasson comme gouverneur de la Guyane française de 1843 à 1845, puis est appelé à remplacer feu le contre-amiral Gourbeyre en qualité de gouverneur de la Guadeloupe de 1845 à 1848.
Dans cette fonction, c'est à lui que revient le rôle historique d'y proclamer l'émancipation des esclaves le 27 mai 1848. Le 25 avril 1848, il interdit l'usage du fouet et tous autres châtiments de ce genre sur les esclaves. Début mai, près de 13 000 esclaves se rassemblent vers la Rivière Salée et le 22 mai 1848, une rébellion éclate à Saint-Pierre (Martinique). Contraint par ces événements et prenant en compte la forte tension sociale qui agitait la colonie, il prit sur lui d'anticiper ainsi de quelques jours l'arrivée officielle du décret d'abolition dont était porteur son successeur Adolphe Ambroise Alexandre Gatine, débarqué le 5 juin suivant.
À son retour en métropole, le capitaine de vaisseau Layrle quitte le service actif et occupe, de janvier 1849 à sa mise en retraite en 1863, le poste stratégique de directeur du personnel du ministère de la Marine et des Colonies, où il sert huit ministres successifs.
Il est nommé conseiller d'État en service ordinaire le 21 juin 1853, puis conseiller d'État en service extraordinaire le 29 décembre 1860, et appartient à cette institution jusqu'à sa dissolution prononcée en septembre 1870.
Le capitaine de vaisseau Layrle a été promu commandeur de la Légion d'honneur en 1847. Son nom a été donné à un quai de la ville de Pointe-à-Pitre en souvenir de son rôle en 1848.
Il est le père du vice-amiral Charles-Jules Layrle (1834-1895).

## Sources
- Gustave Vapereau : Dictionnaire des contemporains, 1870.
- Roland Drago, Jean Imbert, Jean Tulard et François Monnier : Dictionnaire biographique des membres du Conseil d'État, 1799-2002, Paris, Fayard, 2004.